# 尼哥底母

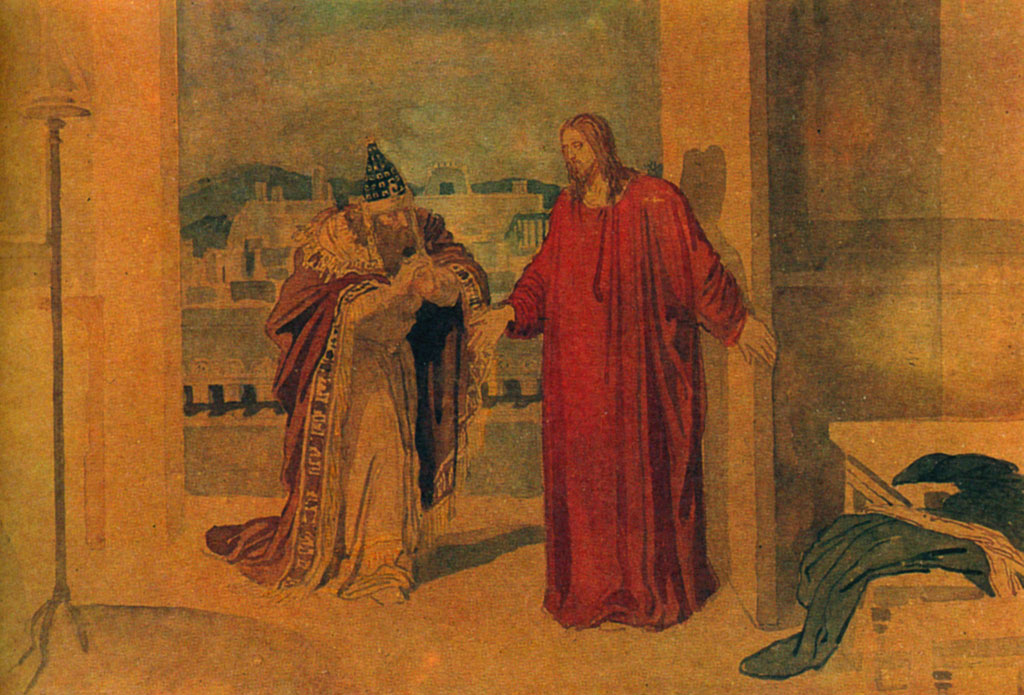
尼哥底母（左）与耶稣交谈，亚历山大·伊万诺夫，1850年

尼哥底母或譯尼苛德摩、尼哥德慕 （希臘語：Νικόδημος，是一个法利赛人和犹太公会的成员，根据约翰福音，表明他赞成耶稣。他在福音书中共出现了三次：第一次是他在夜间拜访耶稣，听他的教诲（约翰福音3:1-21），第二次是他在住棚节期间陈述有关逮捕的律法（约翰福音7:45-51），最后一次是在耶稣受难之后，他协助亚利马太的约瑟预备埋葬耶稣（约翰福音19:39-42）。 
与耶稣的这次讨论是当代基督教一些常见的表达方式的来源，尤其是用来描述相信耶稣为救主的经历的术语重生，以及约翰福音3章16节，一个普遍引用的经节，用来形容神的救恩计划。
有一卷经外书以他的名字命名—《尼哥底母福音》— 出现于中世纪某个时候，大多是较早期的《彼拉多行传》的返工，描述地狱的痛苦。 
虽然除了约翰福音之外并没有关于这位尼哥底母明确的文献来源，但是犹太百科全书和许多圣经历史学家认为他就是塔木德中提到的尼哥底母·本·古里安，一位富有和圣洁的人，号称有神奇的力量。基督教传统声称，尼哥底母在第一世纪的某个时候殉道。
尼哥底母在天主教和东正教中都被尊为圣人。他在天主教中的庆日是8月3日。方济各会在拉姆拉建立了一座以他和亚利马太的约瑟的名字命名的教堂。他在东正教中的庆日是复活节的第三个星期日（一个变化的日期），以及8月2日，传说中他的遗体与使徒司提反和迦玛列一起被发现的日子。

## 艺术中的尼哥底母

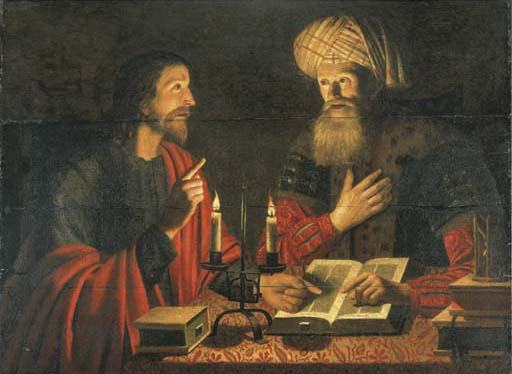
耶稣和尼哥底母，Crijn Hendricksz，1616年至1645年

在中世纪埋葬耶稣的描绘中，尼哥底母占据了突出位置，表现他和亚利马太的约瑟从十字架上卸下死去的基督，通常是使用了一个梯子。在中世纪，像约瑟一样，尼哥底母成为各种虔诚的传说的对象，尤其是与巨大的十字架相联系。他被誉为雕刻了卢卡圣容和巴特洛十字架，其间得到了天使的援助。这些雕塑都至少比尼哥底母生活的时代晚了一千年，但是证明了在中世纪欧洲对于尼哥底母的兴趣。

## 大众文化
在法蘭高·齊費里尼的电视短剧《万世救主》（1977年）中，尼哥底母由羅蘭士·奧利花扮演。在剧中，尼哥底母试图警告耶稣，他会被逮捕，并受难。他说了那句名言：“因他的鞭伤，我们得医治”（以赛亚书53:5）。
Nichole Nordeman的歌曲To Know You中包含了这样的歌词：“尼哥底母不能明白你如何能真正地释放我们。他为一个成年人重生的图画而挣扎。我们可能已经是好朋友了，导致有时我还在疑惑我们来找你太容易了。” 
威廉·麦克林蒂克在他的《心爱的门徒犹大记住》（关于加略人犹大）一书中，描绘尼哥底母作为犹太公会的成员，和犹大的老师，在圣殿山上“石头凿成的大殿”里。麦克林蒂克进一步描绘尼哥底母向耶稣和他的门徒提供了即将面临死亡威胁的“内幕”信息。